# Grenevia
Grenevia S.A. (früher Famur S.A.) ist ein polnischer Hersteller von Bergbaumaschinen und grünen Energietechnologien mit Sitz in Kattowitz. Unter dem Markennamen Famur konzentriert er sich auf die Herstellung von automatisierten Strebsystemen für die Kohleförderung. Außerdem entwickelt das Unternehmen Ausrüstungen für den Untertagebau und den Tagebau sowie Maschinen für Kohleaufbereitungsanlagen. Die Lösungen von Famur werden nicht nur im Kohlebergbau, sondern auch bei der Gewinnung anderer weicher Gesteine eingesetzt.
Im Sektor Clean Energy Generation konzentriert sich das Unternehmen auf die Erzeugung sauberer Energie wie Solar- und Windenergie. Energy Storage and Batteries ist ein Sektor, der E-Mobilität, Energiespeicherung und Batterien beinhaltet. Der Sektor Energieverteilung und -messung konzentriert sich auf die Übertragung und Verteilung von Energie, Energiemessung und intelligente Netze.
Das Unternehmen ist über Tochtergesellschaften in Polen, Deutschland und der Russischen Föderation tätig. Der Hauptaktionär des Unternehmens ist die private Investmentgesellschaft TDJ S.A., an der Tomasz Domogała die Mehrheit hält. Zusammen mit seiner direkten Beteiligung ist er Mehrheitsaktionär von Grenevia.
Grenevia ist an der Warschauer Börse im polnischen Mittelwerteindex mWIG40 notiert.

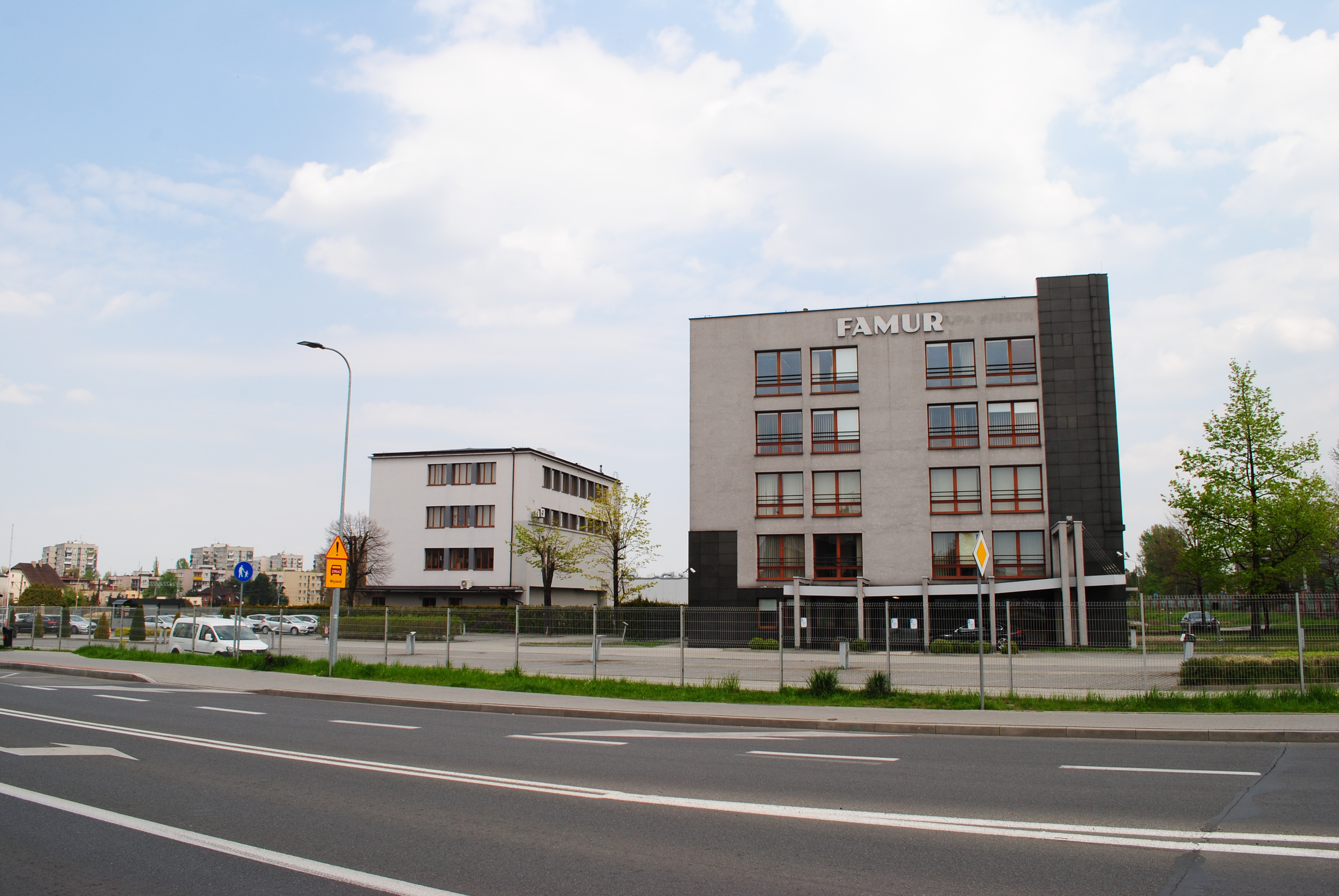
Grenevia Verwaltungsgebäude

## Geschichte
1897 wurde die Galicische Karpaten-Aktiengesellschaft erweitert. Als Ergebnis der Umwandlung von Reparaturwerkstätten entsteht die Bohrmaschinen- und Werkzeugfabrik in Glinik Mariampolski (heute Gorlice), die Bohrwerkzeuge und -ausrüstung sowie Verbrauchsmaterialien für galizische Raffinerien und Ölminen herstellt. Dies ist ein Vorläufer der heutigen Famur-Gruppe. 1909 wurde in Glinik Mariampolski mit dem Bau einer neuen gusseisernen Gießerei mit einer Fläche von 2.576 m² begonnen.
1922 wurde in Kattowitz die Aktiengesellschaft „Stephan, Frölich und Klüpfel“ gegründet, die sich mit der Herstellung von Stahlkonstruktionen und Ausrüstungen für Bergwerke beschäftigte. Sie bildete den Kern des späteren Unternehmens Famur S.A. Durch die Entscheidung des Aufsichtsrats der Firma „Stephen, Frölich und Klüpfel“ wurde der deutsche Name der Fabrik 1930 in Piotrowicka Fabryka Maszyn - Spółka Akcyjna geändert. Während der deutschen Besetzung von 1939 bis 1945 begann das Werk unter dem Namen „Stephan, Frölich, Klüpfel – Maschinenfabrik“ neben der Produktion für den Bergbau auch die Produktion für militärische Zwecke. Nach dem Ende des Zweiten Weltkriegs wurde das Werk im Rahmen des polnischen Staates unter staatliche Verwaltung gestellt. 1951 wurde es zum staatlichen Unternehmen „Piotrowicka Fabryka Maszyn“.1952 wurde die Serienproduktion von Bohrgeräten in der Bohrmaschinen- und Werkzeugfabrik in Glinik Mariampolski eingeführt.
Auf der Grundlage des Regierungsbeschlusses über die Entwicklung und Modernisierung der polnischen Bergbau- und Energiewirtschaft begann 1956 der Bau der PIOMA Mining Machinery Factory. Im selben Jahr wurde die Produktion in der neu gegründeten Fabrik aufgenommen. 1966 wurde der Name der Piotrowice Mining Machinery Factory in Piotrowicka Fabryka Maszyn Górniczych Famur geändert. Diese Abkürzung bedeutete „Maschinenfabrik für den Bergbau (Kohle)“. 1982 wurde in Kattowitz der Verband der Hersteller von Bergbaumaschinen und -geräten POLMAG gegründet, in den 22 Werke eingegliedert wurden, darunter die Famur Mining Machinery Factory.
Im Jahr 1991 wurde es in ein staatliches Einzelunternehmen umgewandelt. Im Jahr 1995 gingen 60 % der Famur-Aktien im Rahmen des Privatisierungsprogramms an einen National Investment Funds. Im Jahr 2002 kaufte ein privater Investor (Jacek Domogała) die Werke der Fabryka Maszyn FAMUR SA, die sich zu dieser Zeit in einer schwierigen finanziellen Situation befand. Umstrukturierungsprozesse und eine Reihe von gewichtigen Investitionen wurden eingeleitet. Im Jahr 2003 begann mit dem Erwerb von 93 % der Anteile an Nowosądecka Fabryka Maszyn Górniczych Nowomag S.A. (ein Hersteller von umfassenden Kohletransportsystemen) der Aufbau einer Kapitalgruppe. Im Januar 2015 kam es zu einer Fusion mit der Tochtergesellschaft GEORYT Sp. z o.o. und im Juni zu einer Fusion mit der Tochtergesellschaft Zakład Maszyn Górniczych GLINIK Sp. z o.o. mit Sitz in Gorlice. Im November 2014 übernahm FAMUR das Kluczbork-Unternehmen Famak. Daraufhin wurde der Name von Famak S.A. in FAMUR Famak S.A. geändert. 2021 geschahen erste Investitionen in die Photovoltaik-Großbranche.
Am 3. April 2023 wurde Famur in Grenevia umbenannt.